# 佩鲁
佩鲁（法語：Perrou，法語發音：[pɛʁu] ⓘ）是法国奥恩省的一个市镇，位于该省西南部，属于阿朗松区。

## 地理
佩鲁（48°34'23"N, 0°33'26"W）面积4.34 平方千米，位于法国诺曼底大区奧恩省，该省份为法国西北部内陆省份，北起顺时针与卡爾瓦多斯省、厄尔省、厄尔-卢瓦省、萨尔特省、马耶讷省和芒什省接壤。
与佩鲁接壤的市镇（或旧市镇、城区）包括：尚瑟克雷、栋夫龙昂普瓦赖、瑞维尼-瓦勒当代讷。

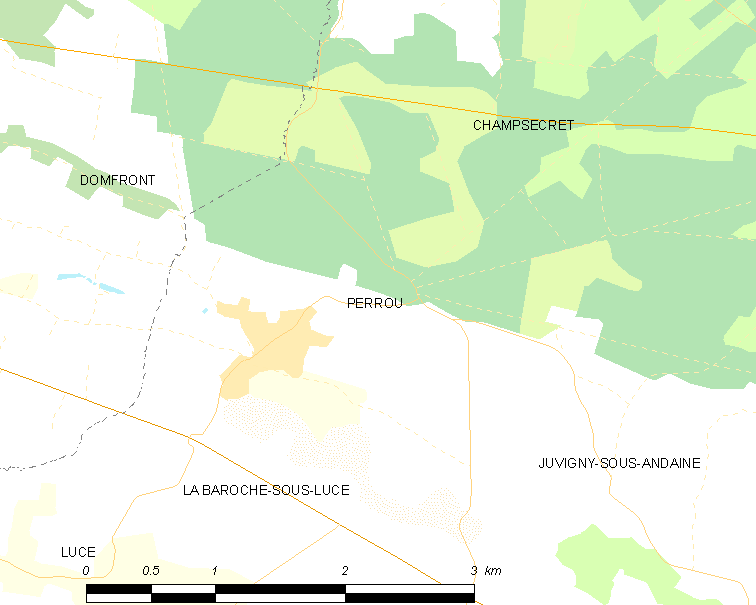
佩鲁的OSM定位图

佩鲁的时区为UTC+01:00、UTC+02:00（夏令时）。

## 行政
佩鲁的邮政编码为61700，INSEE市镇编码为61326。

## 政治
佩鲁所属的省级选区为奥恩诺曼底地区巴尼奥勒县。

## 人口

1962-2008年间佩鲁人口变化图示

佩鲁于2022年1月1日时的人口数量为325人。